# 焦芳
焦芳（1435年—1517年），字孟陽，河南泌陽人。明朝政治人物。天順甲申進士。正德初年依附權閹劉瑾，官至華蓋殿大學士。《明史》將其生平列為《閹黨傳》之首篇。

## 生平

### 成化朝
天順三年（1459年），焦芳舉己卯科河南鄉試，天順八年（1464年），中式甲申科二甲進士。大學士李賢以其為同鄉之故，引薦為庶吉士，授翰林院編修，遷侍講。翰林尚文采，“獨芳粗陋無學識，性陰很，動輒議訕，人咸畏避之”。職滿九年大考時，有人對大學士萬安稱：“不学如芳，亦学士乎？”焦芳聽聞後大怒，認為必是彭華挑撥，并揚言如若不得升職，必然報復。彭華畏懼，告知萬安，焦芳得以晋升為侍講學士。

### 弘治朝
弘治年間，焦芳一路升遷，由霍州知州、四川提學副使、南京右通政、太常寺少卿兼侍講學士、到吏部左侍郎。與當時的禮部劉健、兵部謝遷交惡，因此深結閹宦以自固。後來明武宗登位，便與劉瑾合作，逐走劉健、謝遷。

### 正德朝
正德改元，焦芳依附劉瑾，言必稱千歲，並且自稱曰門下。《明史》之中列為閹黨，有惡譽。與其子焦黃中(正德三年戊辰科進士)同把吏部，掌握官員升遷大權。正德元年（1506年）為吏部尚書兼文淵閣大學士、加太子太保武英殿大學士。正德二年（1507年）晉少傅兼太子太傅謹身殿大學士，正德四年（1509年）晉少師兼太子太師華蓋殿大學士，雖為次輔，實卻高於首輔李東陽。
後來，被張綵向劉瑾所舉發，被迫致仕。正德十二年（1517年）卒。

## 家族
有子焦黃中，正德三年（1508年）以焦芳权势，中式二甲第一名進士。

## 佚事
正德七年（1512年）二月，劉六劉七起事軍將領趙鐩破泌阳，焦芳仅以身免。民軍盡發掘其先世冢，並取芳衣冠，批於庭树，历数其恶行，命剑士斩之，稱：“吾手诛此贼，以谢天下。”

## 延伸阅读
[在维基数据编辑]
 《國朝獻徵錄·卷之十四》，出自焦竑《國朝獻徵錄》
 《明史卷三百〇六》，出自《明史》

| 官衔          | 官衔                            | 官衔        |
| ------------- | ------------------------------- | ----------- |
| 前任： 馬文升 | 明朝吏部尚書 正德元年（1506年） | 繼任： 許進 |